# ستانلي والنساء (رواية)
ستانلي والنساء (بالإنجليزية: Stanley and the Women)‏ هي رواية للكاتب الإنجلزي كينجسلي أميس، نشرت عام 1984، عن دار نشر في المملكة المتحدة وغيرها.